# Манюхин, Виктор Митрофанович
Ви́ктор Митрофа́нович Маню́хин (10 октября 1934, ст. Рымарево, Воронежская область — 29 июня 2014, Екатеринбург) — советский партийный деятель, первый секретарь Свердловского горкома КПСС (1976—1983), и. о. первого секретаря Свердловского обкома КПСС в 1990 году.

## Образование
В 1958 году окончил МВТУ им. Н. Э. Баумана по специальности «обработка металлов давлением», инженер-механик.
В 1963 году окончил исторический факультет Вечернего университета марксизма-ленинизма.

## Биография
Родился в семье рабочего-строителя.
После окончания института распределён в Свердловск, на Уральский завод химического машиностроения, где работал мастером, руководителем группы, начальником конструкторского бюро отдела, председателем профкома и секретарём парткома завода. В августе 1972 г. избран 1-м секретарём Чкаловского райкома Свердловска. В июне 1975 г. переведён в горком на должность 2-го секретаря. После прихода в ноябре 1976 г. к руководству областью Б. Н. Ельцина стал 1-м секретарём горкома. В мае 1983 г. переведён в обком на должность секретаря по машиностроению и оборонной промышленности. В январе 1985 г. избран 2-м секретарём Свердловского обкома КПСС.
12 февраля 1990 г. первый секретарь обкома Л. Ф. Бобыкин был отправлен на пенсию, а на Манюхина были временно возложены обязанности первого секретаря. Через 2 месяца, 7 апреля, были проведены первые в истории обкома альтернативные и свободные выборы первого секретаря, на которых победил первый секретарь Асбестовского горкома А. П. Гусев, а Манюхин был освобождён от исполнения обязанностей «в связи с направлением в распоряжение Министерства внешних экономических связей СССР».
В мае 1990 — декабре 1992 гг. он работал заместителем торгпреда СССР и Российской Федерации в Нигерии, а затем вышел на пенсию.
Скончался 30 июня 2014 года в Екатеринбурге. Похоронен на Нижнеисетском кладбище.

## Участие в работе центральных органов власти
- депутат Верховного Совета РСФСР X—XI созывов и народный депутат РСФСР, заместитель председателя Верховного Совета РСФСР X созыва;
- делегат XXVI—XXVII съездов КПСС и XIX всесоюзной партконференции.

## Награды
- орден Ленина (март 1981)
- орден Трудового Красного Знамени (февраль 1975)
- орден «Знак Почёта» (апрель 1971)
- медали: «За доблестный труд. В ознаменование 100-летия со дня рождения В. И. Ленина» (ноябрь 1969), «К 40-летию завершения национально-освободительной борьбы чехословацкого народа и освобождения Чехословакии Советской Армией» (август 1985), «Ветеран труда» (октябрь 1987)
- Почётная грамота Президиума Верховного Совета РСФСР (октябрь 1984)

## Основные труды
- Манюхин В. М., Самородов В. С., Иванова Р. В. Партийное руководство и управление качеством труда и продукции: Из опыта работы Свердловской городской партийной организации: руководство. — Свердловск: Средне-Уральское книжное издательство, 1978. — 184 с.
- Манюхин В. М., Шагин А. П. Эффективность партийной работы: Из опыта организационно-партийной работы Свердловской городской организации КПСС. — Свердловск: Средне-Уральское книжное издательство, 1984. — 128 с.
- Манюхин В. М. Уральское плечо Тюмени. — Свердловск: Средне-Уральское книжное издательство, 1987. — 110 с.
- Манюхин В. М. Прыжок назад: о Ельцине и о других. — Екатеринбург: Пакрус, 2002. — 264 с.
- Манюхин В. Реформы. Размышления у непарадного подъезда. — Екатеринбург: Пакрус, 2008. — 208 с.

## Электронные информационные ресурсы
- Биография В. М. Манюхина в Свободной энциклопедии Урала
- Манюхин В. М. «Крестный отец»: Кадровая политика первого секретаря Свердловского обкома КПСС Б. Н. Ельцина в 80-е годы // Федеральный образовательный портал «Юридическая Россия»
- Список градоначальников Екатеринбурга
- Руководители Администрации Екатеринбурга соболезнуют по поводу кончины заслуженного свердловчанина Виктора Манюхина
- Скорбим и помним // Сайт Свердловского обкома КПРФ